# Sybil Fawlty
Sybil Fawlty er en fiktiv  person fra den engelske sitcom Halløj på badehotellet.
Sybil er Basil Fawltys kone. Sybil spilles af Prunella Scales.